# Beat von Fischer
Henry Beat von Fischer (* 22. Juli 1901 in Bern; † 22. August 1984 ebenda), auch Béat de Fischer, war ein Schweizer Diplomat.

## Leben
Der gebürtige Berner Beat von Fischer, Sohn des Architekten Henry Berthold von Fischer, widmete sich nach abgelegter Matura einem Studium der Rechte an den Universitäten Bern, Freiburg, München sowie Paris. Nach seiner Promotion zum Dr. iur. war Fischer zunächst in der Privatindustrie in der Schweiz und im Ausland, später in der Zentrale für Handelsförderung in Lausanne und Zürich tätig.
Am 1. April 1929 trat Fischer in die Dienste des Eidgenössischen Politischen Departements. Seine erste Auslandsverwendung führte Fischer 1932 an die schweizerische Gesandtschaft in Den Haag, gefolgt von Einsätzen in den Gesandtschaften in Buenos Aires, Warschau, Bukarest, Riga, Helsinki sowie nochmals Bukarest. Fischer – er wurde 1942 in Bukarest zum Legationsrat befördert – übernahm 1947 in Kairo die Stelle des ersten Mitarbeiters des schweizerischen Gesandten in Ägypten. Im November 1949 wurde Fischer vom Bundesrat zum ausserordentlichen Gesandten und bevollmächtigten Minister der Eidgenossenschaft in Kairo ernannt. In gleicher Funktion wurde er auch 1952 in Äthiopien akkreditiert.
1953 erfolgte Fischers Ernennung zum Gesandten in Lissabon. 1959 wurde er zum Botschafter in Wien bestellt. Am 2. April 1959 stattete Beat von Fischer Bürgermeister Franz Jonas im Wiener Rathaus seinen Antrittsbesuch ab. Zuletzt war Beat von Fischer von 1963 bis 1966 als Botschafter in London eingesetzt.
Beat von Fischer – er war Mitglied des Souveränen Malteserordens – präsidierte von 1968 bis 1979 die Helvetische Assoziation des Souveränen Malteser-Ritterordens, von 1969 bis 1979 das internationale Komitee des Malteserordens für Leprakrankenhilfe sowie von 1974 bis 1977 die Delegation des Ordens bei der diplomatischen Konferenz für internationales humanitäres Recht in Genf.

## Veröffentlichungen (Auswahl)
- Die Schenkung von Todeswegen nach dem schweizerischen Zivilgesetzbuch. Polygraphische Gesellschaft, Laupen 1927 (Dissertation).
- Contributions à la connaissance des relations suisses-égyptiennes (d’environ 100 à 1949), suivies d’une esquisse des relations suisses-éthiopiennes (jusqu’en 1952). Lissabon 1956.
- Dialogue luso-suisse: Essai d’une histoire des relations entre la Suisse et le Portugal du 15e siècle à la Convention de Stockholm de 1960. Lissabon 1960.
- L’Ordre souverain de Malte. In: Recueil des cours, Académie de droit international, 1979, Band 163, S. 5–47.
- 2000 ans de présence suisse en Angleterre: L’étonnante épopée des Suisses d’Outre-Manche de l’époque romaine à la Communauté européenne. Delachaux & Niestlé, Neuenburg 1980, ISBN 2-603-00190-6.